# Ebenhöhe-Liebenberg
Namengebend für das Naturschutzgebiet Ebenhöhe-Liebenberg waren die beiden Berge Ebenhöhe 314 m und Liebenberg 287 m, deren Wälder, Magerrasen und Felsfluren zum Lebensraum vieler, zum Teil seltener und stark gefährdeter Arten geworden sind. Da sie „in ihrer Besonderheit einen Teil des Naturerbes der Europäischen Gemeinschaft darstellen“, wurden sie nach der Ausweisung als Naturschutzgebiet im März 1995 auch als ein Fauna-Flora-Habitat-Gebiet in das europaweite Schutzgebietssystem Natura 2000 integriert.

## Lage
Das Schutzgebiet liegt rechtsseitig der Werra im nordhessischen Werra-Meißner-Kreis, nahe der Landesgrenze zu Thüringen. Östlich und südlich wird es von der Landesstraße 3469 und südwestlich von der Bundesstraße 27 begrenzt. Im Norden und Westen verläuft der Rand des geschützten Bereichs weitgehend auf den Kämmen des Liebenbergs, des Halbesbergs und der Ebenhöhe. Das Gelände befindet sich im „Geo-Naturpark Frau-Holle-Land“ und wird in der naturräumlichen Gliederung Deutschlands des Instituts für Landeskunde Bad Godesberg den Neuseesen-Werleshäuser Höhen (358.8) zugeordnet. Nach Westen geht das Gebiet in das Witzenhausen–Hedemündener Werratal (358.4) und nach Süden in die Lindewerra-Werleshäuser Schlingen (358.32) über. Sie sind Einheiten des Unteren Werraberglands (358) in der Haupteinheitengruppe des Osthessischen Berglands. Administrativ gehören die Flächen zu der Gemarkung der Ortschaft Werleshausen, einem Stadtteil von Witzenhausen.
Geschichtsträchtige Bekanntheit erlangte das Gebiet um den kleinen Ort Werleshausen in der Nachkriegszeit. In diesen Jahren führte hier die für die Westalliierten wichtige Versorgungslinie der Nord-Süd-Eisenbahnverbindung zwischen Bebra und Eichenberg rund vier Kilometer lang durch sowjetisches Besatzungsgebiet. Nachdem es auf diesem Abschnitt wiederholt durch Kontrollschikanen zu Behinderungen kam, sollten durch eine Grenzkorrektur weitere Streitigkeiten vermieden werden. Mit dem sogenannten „Whisky-Wodka-Vertrag“ des Wanfrieder Abkommens wechselten fünf hessische Dörfer nordöstlich von Bad Sooden-Allendorf in die sowjetische Zone. Das thüringische Werleshausen mit dem Nachbarort Neuseesen und mit ihnen die Bahnstrecke kamen in den amerikanischen Sektor.

## Lebensräume

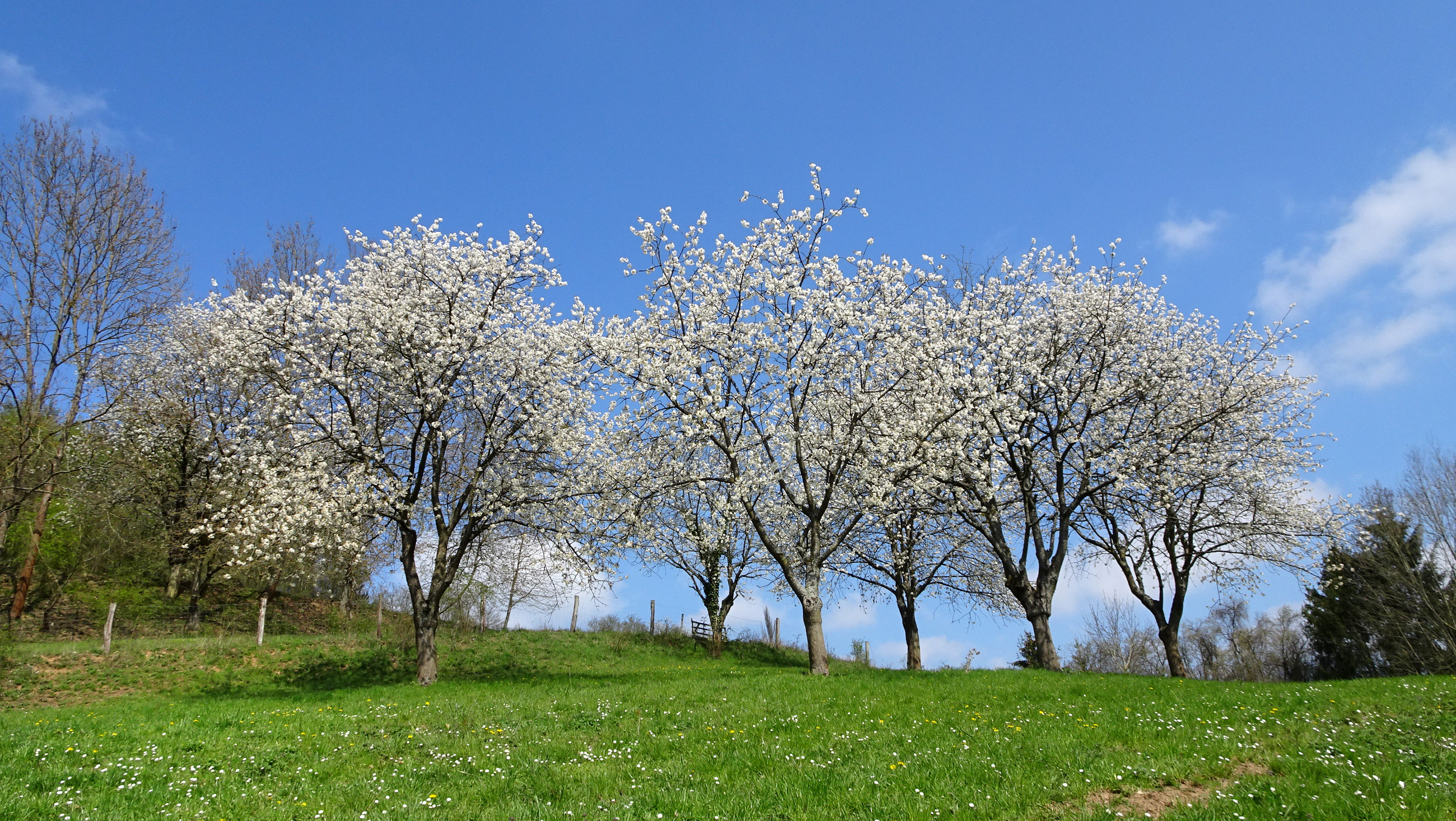
Obstwiesen am Südhangbereich der Ebenhöhe

Der Standarddatenbogen nennt neun im Gebiet vorkommende Lebensraumtypen von gemeinschaftlichem Interesse, für deren Erhaltung besondere Schutzgebiete ausgewiesen werden müssen. Mit der Aufgabe, für ein Schutzwürdigkeitsgutachten den Zustand der Flächen zu dokumentieren und zu bewerten sowie Maßnahmen zur Sicherung und Entwicklung der Lebensraumtypen und der hier lebenden Arten vorzuschlagen, ist das Büro für Umweltplanung und Ökologie, Bioplan Marburg beauftragt worden.
| EU-Code | Lebensraumtyp                                         | Fläche  | |
| ------- | ----------------------------------------------------- | ------- | --- |
| 6110*   | Lückige basophile oder Kalk-Pionierrasen              | 0,06 ha | Der prioritäre Lebensraumtyp hat sich im Böschungsbereich eines aufgelassenen Steinbruchs an der Landesstraße 3469 entwickelt. Als kennzeichnende Arten treten in dem fragmentarischen Rasen Flaches Rispengras, Trauben-Gamander und Dreifinger-Steinbrech auf. Beeinträchtigend gilt die zunehmende Verbuschung, vor allem mit Waldreben, Hartriegel, Kiefern und Eschen. |
| 6212    | Submediterrane Halbtrockenrasen                       | 3,4 ha  | Die Bereiche der Halbtrockenrasen wurden bis gegen Ende des Zweiten Weltkriegs noch überwiegend als Ackerland bewirtschaftet. Nach der Nutzungsaufgabe wurde die entstandene Verbuschung entfernt und die Flächen zu Magerrasen umgewandelt. Vor allem den südlichen Hang des Liebenberges kennzeichnet eine große Artenfülle. In den, der Assoziation der EnzianSchillergras-Rasen zugeordneten Flächen kommen die Charakterarten Kamm-Schmiele, Stängellose Kratzdistel, Golddistel, Skabiosen-Flockenblume, Aufrechte Trespe, Frühlings-Fingerkraut und Kleiner Wiesenknopf vor. |
| 6431    | Feuchte Hochstaudenfluren                             | 0,08 ha | Dieser Lebensraum hat sich im Gebiet nur entlang des Siesterbachs, an der Ostgrenze des Gebiets, entwickelt. In den überwiegend aus hochwüchsigen Stauden bestehenden Beständen dominieren Brennnessel und Indisches Springkraut. |
| 6510    | Magere Flachlandmähwiesen                             | 7,4 ha  | Die mageren Flachlandmähwiesen im Schutzgebiet werden dem Verband der Glatthaferwiesen zugeordnet. Als kennzeichnende Arten kommen neben dem namensgebenden Glatthafer, Weißes Labkraut, Wiesen-Bocksbart, Große Bibernelle, Wiesen-Pippau und Kleiner Klee vor. Die Wiesen werden vielfach durch einen mehrschichtigen Bestandsaufbau und einen Reichtum an Untergräsern geprägt. Ihr großes Angebot an Blüten, Samen und Früchten wird stellenweise als beachtlich angesehen. |
| 8220    | Silikatfelsen und Felsspaltvegetation                 | 0,4 ha  | Zu den Felsspalten-Gesellschaften der Sandsteinfelsen südlich der Hasenkanzel gehören die Farne Mauerraute, Braunstieliger und Schwarzstieliger Streifenfarn sowie der Gewöhnliche Tüpfelfarn. Die teilweise üppig entwickelte Moosschicht beherbergt meistens Halbschatten liebende Arten und eher seltener Lichtpflanzen. |
| 9130    | Waldmeister-Buchenwald                                | 3 ha    | Dieser Waldtyp wurde nur kleinflächig, angrenzend an einen größeren Orchideenbuchenwald, im Norden des FFH-Gebiets kartiert. Auffällig in ihm sind die ausgedehnten Bestände des Wald-Bingelkrauts in der Krautschicht, in der auch Waldmeister, Wald-Segge, Goldnessel, Waldgerste, Haselwurz und Christophskraut vorkommen. |
| 9150    | Mitteleuropäischer Orchideen-Kalk-Buchenwald          | 14,4 ha | In den Wäldern, an den nach Osten und Süden ausgerichteten Hängen der Ebenhöhe und des Halbesbergs, ist die Krautschicht nur spärlich entwickelt und wird vor allem durch das Auftreten der Kennarten Weißes, Rotes und Langblättriges Waldvöglein, Finger- und Berg-Segge, Maiglöckchen, Braunrote Stendelwurz, Vogel-Nestwurz, Schlüsselblume und Schwalbenwurz geprägt. |
| 9170    | Labkraut-Eichen-Hainbuchenwald                        | 2,3 ha  | Dieser Lebensraumtyp, der hier vermutlich durch die Bewirtschaftung als Niederwald entstand, wächst ausschließlich am Halbesberg. Neben den namensgebenden Eichen und Hainbuchen treten in der Baumschicht Rotbuchen, Feldahorne und Elsbeeren auf. Die wärmeliebenden Arten Finger-Segge, Rotes Waldvöglein, Maiglöckchen, Breitblättrige Stendelwurz, Schlüsselblume und Schwalbenwurz in der Krautschicht gelten als charakteristische Pflanzen trockenwarmer Standorte. |
| 91 E0*  | Auenwälder mit Alnus glutinosa und Fraxinus excelsior | 1,2 ha  | Der den Siesterbach begleitende Galeriewald besteht überwiegend aus Schwarz-Erlen, denen sich teils ältere Weiden und Eschen beigesellt haben. Die Krautschicht beherrschen die hochwüchsigen Brennnesseln, Giersch und das nicht einheimische Indische Springkraut. Daneben kommen Riesen-Schwingel, Wald-Ziest, Hunds-Quecke, Rohrglanzgras, Wald-Zwenke, Zaunwinde und Kratzbeere vor. |

## Fauna
Zur tierökologischen Bewertung des Offenlands wurden im Rahmen der Grunddatenerhebung Tagfalter und Heuschrecken erfasst. Durch Sichtbeobachtungen und mit Kescherfängen konnten auf zehn, als repräsentativ ausgewählten Flächen in den Sommermonaten des Jahres 2006 mehr als vierzig verschiedene Tagfalter und Widderchen nachgewiesen werden. Die Mehrzahl von ihnen wurde als bodenständig und typisch für den Lebensraum der mageren Grünlandkomplexe bezeichnet. Mit Graubraunem und Mattscheckigem Dickkopffalter, Thymian-Ameisenbläuling, Goldener Acht, Senfweißling, Perlbinde, Großem Perlmuttfalter, Kleinem Eisvogel und Waldteufel wurden auch Schmetterlinge gesehen, die in der aktuellen „Roten Liste der Tagfalter Hessens“ als gefährdet kartiert werden oder auf der Vorwarnliste stehen, weil ihre Vorkommen merklich zurückgegangen sind. Auch die vorgefundenen Thymian-, Esparsetten- und Kleines Fünffleck-Widderchen gelten in Hessen in ihrem Bestand als gefährdet.
Unter den nachgewiesenen dreizehn Heuschreckenarten besiedeln die Gemeine Strauchschrecke und das Grüne Heupferd die staudenreichen Waldränder. Rote Keulenschrecke, Heidegrashüpfer und Zweipunkt-Dornschrecke (Tetrix bipunctata f. kraussi) gehören zu den Bewohnern der trockenen Rasen im Südwesten des Gebiets und die Wärme liebende Sichelschrecke kommt individuenreich auf den südexponierten Bereichen vor. Die wärmebegünstigten Südhänge mit ihrer reichen Insektenwelt sind auch für die Reifungsphase der Libellen und als Nahrungs- und Ruhehabitat von Bedeutung. Gebänderte Prachtlibellen und Gemeine Winterlibellen wurden hier in großer Zahl beobachtet.

## Unterschutzstellung

### Naturschutzgebiet

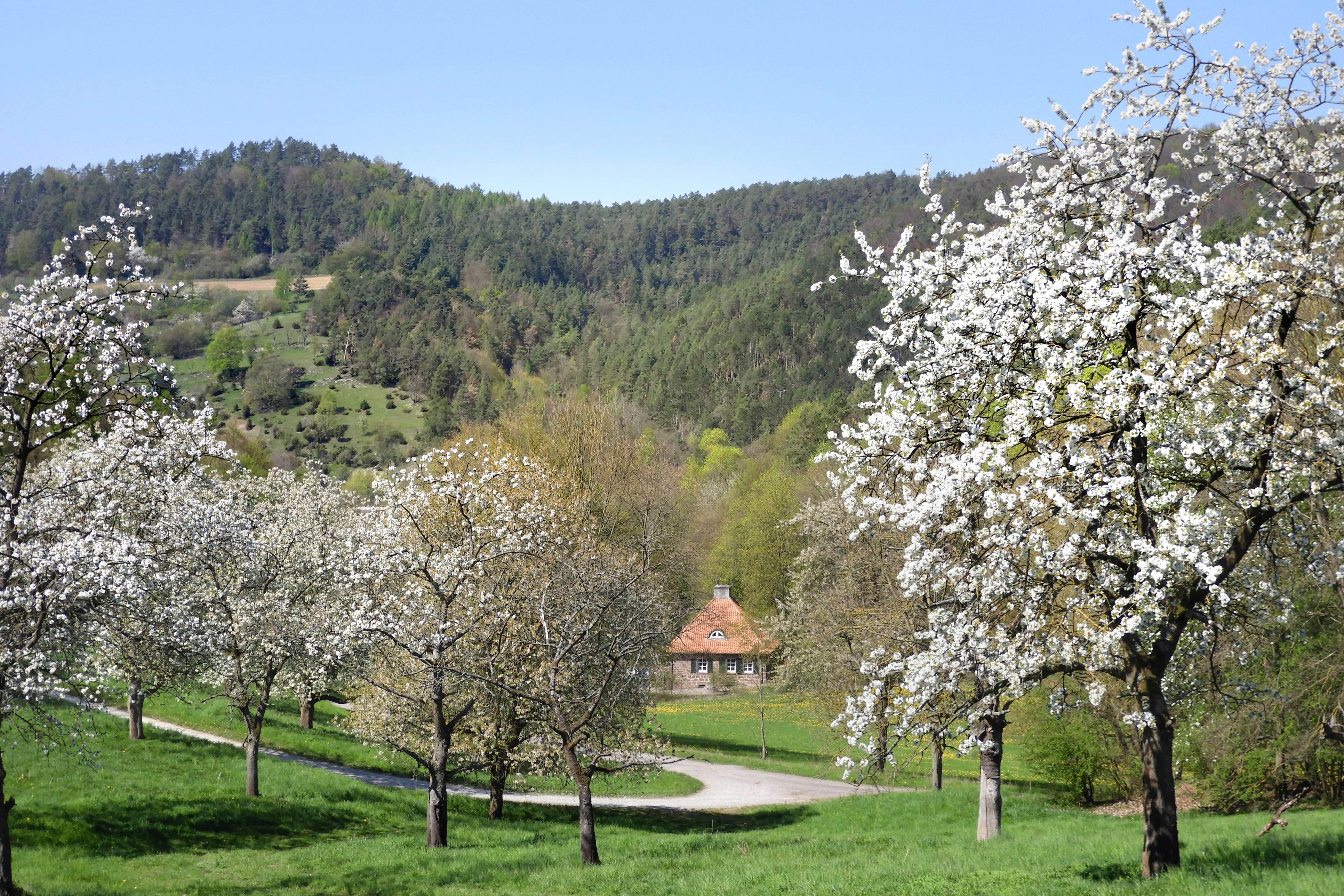
Blick über das Brunnenhaus am Fuß des Ludwigsteiner Burgbergs auf Liebenberg (links) und Halbesberg (rechts)

Mit Verordnung vom 7. März 1995 des Regierungspräsidiums in Kassel wurden Flächen des Liebenbergs, Halbesbergs und der Ebenhöhe nördlich und westlich von Werleshausen zum Naturschutzgebiet erklärt. Zweck der Unterschutzstellung war es,
- „die im Gebiet liegenden strukturreichen und vielfältigen Wälder zu schützen und zu entwickeln“,
- „die Magerrasenbereiche und Felsflurgesellschaften als Lebensraum vieler zum Teil seltener und stark gefährdeter Pflanzen- und Tierarten zu erhalten“,
- „das an die Waldflächen angrenzende kleinflächige Mosaik aus Hecken, Grünlandflächen, verbuschten Bereichen und Streuobstwiesen zu bewahren“ sowie
- die Erhaltung des durch land- und forstwirtschaftliche Nutzung geprägten Landschaftsbildes.

Über die Musterverordnung hinaus blieb die kahlschlagsfreie Nutzung der Laubwälder, die Nutzung der bestehenden Nadelholzbestände und ihre Umwandlung in standortgerechte Laubholzmischbestände sowie die Gestaltung und Strukturierung der Waldsäume erlaubt. Gestattet, mit Einschränkungen, wurde auch eine weitere Nutzung der vorhandenen Obstgehölze und der bewirtschafteten Grünlandflächen. Das Naturschutzgebiet mit der nationalen Kennung 1636025 und den WDPA-Code 162831 besitzt eine Größe von 142 Hektar.

### Fauna-Flora-Habitat-Gebiet
Im Rahmen der Umsetzung der Fauna-Flora-Habitat-Richtlinie wurde das Naturschutzgebiet im April 1999 der EU-Kommission für das länderübergreifende Netz besonderer Schutzgebiete Natura 2000 gemeldet. Aus floristischer und faunistischer Sicht lag die Schutzwürdigkeit des Gebiets in der landesweiten Bedeutung als Lebensraum zahlreicher seltener und gefährdeter Tier- und Pflanzenarten. Neben dem Gebietsmanagement und dem damit verbundenen Monitoring forderte die EU eine förmliche Schutzerklärung, die im Januar 2008 mit der „Verordnung über Natura 2000-Gebiete in Hessen“ erfolgte. Das FFH-Gebiet, mit der gleichen Größe und den gleichen Grenzen wie das Naturschutzgebiet, hat die Gebietsnummer 4625-301 und den WDPA-Code 162831. Verpflichtende Schutzzwecke für die Wälder sind die Erhaltung naturnaher und strukturreicher Bestände mit stehendem und liegendem Totholz, Höhlenbäumen und lebensraumtypischen Baumarten in ihren verschiedenen Entwicklungsstufen und Altersphasen. Bei den Kalkrasenflächen sollen die unbeschatteten Standorte und die nährstoffarme Bewirtschaftung gesichert werden.

### Landschaftsschutzgebiet
Das Schutzgebiet „Ebenhöhe-Liebenberg“ liegt vollständig im nördlichen Teil des Landschaftsschutzgebiets Werratal zwischen Oberrieden und Wendershausen und Ludwigstein mit Hintergelände. Mit der Unterschutzstellung im Februar 1960 war es in dem rund 782 Hektar großem Gebiet verboten Veränderungen vorzunehmen „die geeignet sind, die Natur zu schädigen, den Naturgenuss zu beeinträchtigen oder das Landschaftsbild zu verunstalten“. Das Landschaftsschutzgebiet hat die nationale Kennung 2636031 und den WDPA-Code 555547209.

## Besucherhinweis
- Das Schutzgebiet kann über die vorhandenen Wirtschafts- und Wanderwege begangen werden.
- Eine „Grenzsteinwanderung“ führt von Werleshausen durch das Schutzgebiet bis zur Stürzliede an der Landesgrenze zu Thüringen und zurück. An dem Wanderpfad markieren Grenzsteine die im Jahr 1836 festgelegte Grenze zwischen dem Königreich Preußen (KP) und dem Kurfürstentum Hessen (KH).
- Der Werratal-Radweg verläuft auf der Etappe zwischen Bad Sooden-Allendorf und Witzenhausen durch Werleshausen und unterhalb des Halbes- und Liebenbergs.
- Auf gleicher Strecke führt der flussbegleitende Natura-Trail-Radwanderweg „Natura 2000 im Werratal“ der NaturFreunde Deutschlands, ausgehend von Eschwege flussabwärts bis nach Hedemünden.[15]
- Entlang des Siesterbachs, an der Ostgrenze des FFH-Gebiets, verbindet der Leine-Werra-Radweg den Werratalradweg mit dem Leine-Heide-Radweg im thüringischen Eichsfeld.